# Colobraro
Colobraro község (comune) Olaszország Basilicata régiójában Matera megyében.

## Fekvése
A Sinni folyó völgyében fekszik, a Monte Calvario déli lejtőjén.

## Története
A település a 12. században alakult ki egy Szent Bazil-rendi kolostor körül. 1319-ben a chiaromontei grófok, majd a tricaricói érsekség birtoka lett. Hűbéri birtok maradt egészen 1806-ig, amikor a Nápolyi Királyságban felszámolták a feudalizmust.

## Népessége
A népesség számának alakulása:

## Főbb látnivalói
- San Nicola-templom (12. század)
- Sant’Antonio-templom
- Santa Maria di Cironofrio-templom
- San Rocco-kápolna (18. század)